# Mathurin Cordier
Mathurin Cordier (ur. w 1479 lub 1480, zm. 8 września 1564 w Genewie) – francuski kalwiński działacz reformacyjny, pisarz, nauczyciel i pedagog (uczył m.in. w Akademii Rakowskiej), propagator reformy nauczania języków obcych i etyki.
Urodzony w Normandii, otrzymał święcenia kapłańskie i został duchownym w Rouen. Około 1514 zaczął nauczać gramatyki w paryskich szkołach średnich; jednym z jego uczniów był Jan Kalwin w 1523.
Przyjął protestantyzm około 1528, jednak w 1534, oskarżony o herezję, musiał uciec z Paryża do Nevers, gdzie uczył literatury. W obawie przed represjami już w 1535 przeniósł się do Bordeaux, skąd w 1536 na prośbę Wilhelma Farela i Kalwina wyjechał do Genewy, gdzie zajął się reorganizacją szkoły średniej Collège de Rive. Wspólnie z Teodorem de Bèze napisał „Prawa akademickie” ('„Lois de l'Académie”), które do dziś są podstawą systemu szkolnictwa w Genewie. 
Wydalony z Genewy w 1539 razem z Farelem i Kalwinem, przeniósł się do Neuchâtel, gdzie uczył aż do 1545. Potem powierzono mu kierowanie szkołą średnią w Lozannie. Od 1557 do 1559 przebywał m.in. w Polsce, gdzie uczył zasad moralnych i potocznej łaciny w Akademii Rakowskiej.
W 1559 wrócił do Genewy, gdzie zaczął znowu uczyć. Zmarł kilka miesięcy po śmierci Kalwina.

## Ważniejsze dzieła
- Le Miroir de la jeunesse - traktat o metodyce nauczania (1559)
- De corrupti sermonis emendatione libellus -traktat o reformie nauczania łaciny.
- Principia latine loquendi scribendique
- Colloquiorum scholasticorum libri quatuor ad pueros in sermone latine paulatim exercendos (1564) - najsłynniejsze dzieło, postulowało nową metodę nauczania łaciny w połączeniu z uczeniem etyki; obowiązywało w szkolnictwie Francji i Szwajcarii aż do XIX w.
- Cantiques spirituels (1557) - pieśni religijne.